# Astron
Astron fou un observatori espacial de la Unió Soviètica amb l'objectiu d'observar raigs X i ultraviolat llençat el 23 de març de l'any 1983 des de Baikonur en un coet Proton.
L'Astron es basa en l'estructura de les naus del programa Venera, i portava instruments de funcionament tant soviètics com françesos. Usava un telescopi ultraviolat de 80 centímetres de diàmetre i un espectròmetre de raigs X.
Entre les observacions més importants d'Astron destaca la de la Supernova anomenada SN 1987A en març de l'any 1987 i la del cometa de Halley al desembre de l'any 1985.

## Especificacions
- Perigeu: 28.386 km
- Apogeu: 175.948 km
- Inclinació orbital: 35 graus.
- Massa: 3250 kg